# Simouchir
 (février 2025).
Si vous disposez d'ouvrages ou d'articles de référence ou si vous connaissez des sites web de qualité traitant du thème abordé ici, merci de compléter l'article en donnant les références utiles à sa vérifiabilité et en les liant à la section « Notes et références ».
Simouchir (en russe Симушир ; en japonais 新知島 (Shimushiru-tô) ; en aïnou シムシㇼ, Simusir, littéralement "Grande Île") est une île volcanique inhabitée de l'archipel des Kouriles, dans l'extrême-orient russe. L'île, comprise dans la mer d'Okhotsk,  a son littoral sud-est baigné par l'océan  Pacifique Nord.

## Description
Une série de volcans (hauts jusqu'à 1539 mètres) forme la structure de cette île de 59 kilomètres de long et 12 kilomètres de large, avec une superficie de 227,6 kilomètres carrés. Une caldeira en partie submergée de 7,5 kilomètres de large se situe à l'extrémité nord-est de l'île. Au centre de l'île se trouve le pic Prevo, un stratovolcan, et au sud-ouest la caldeira Zavaritski, avec trois caldeiras imbriquées les unes dans les autres.

Administrativement, l'île appartient à l'oblast de Sakhaline, de la fédération de Russie.
L'explorateur russe Guerassim Izmaïlov (en) fut abandonné sur Simouchir au début des années 1770. Il y passa une année complète, subsistant en mangeant « des coquillages, de l'herbe et des racines ».
Les Aïnous et les Aléoutes s'installèrent à Simouchir au XIXe siècle. 
À l'extrémité nord-est de l'île se trouve la baie Broughton (un ancien cratère de volcan submergé formant une baie presque entièrement fermée). La Marine soviétique l'utilisa comme base sous-marine secrète entre 1978 et 1994. Les restes de cette base sont encore visibles sur les images satellite. Aujourd'hui, l'île est inhabitée et plusieurs villages soviétiques comme celui de Kraterny sont abandonnés.

## Galerie
|                                             |
| Carte des Kouriles avec Simouchir en rouge. |

|                                          |
| Carte de Simushir avec île avoisinantes. |

|                    |
| Carte de Simushir. |